# Bistum Menevia
Das in Großbritannien gelegene katholische Bistum Menevia (lateinisch Dioecesis Menevensis, englisch Diocese of Menevia, walisisch Esgobaeth Mynyw) war eine römisch-katholische Diözese im Südwesten von Wales. Es bestand bis zur Zusammenlegung mit dem Erzbistum Cardiff zum Erzbistum Cardiff-Menevia im September 2024.

## Geschichte
Das Apostolische Vikariat Wales wurde 1895 aus Gebieten der Diözesen Newport und Menevia und Shrewsbury begründet und bereits am 12. Mai 1898 zu einem eigenständigen Bistum mit dem Namen Menevia erhoben. Durch seinen Namen stand es in der Tradition des im Zuge der Reformation untergegangenen Bistums Saint David’s: „Menevia“ ist die latinisierte Form von „Mynyw“, dem ursprünglichen walisischen Namen von St Davids.
Die Kathedrale St. Joseph und der Bischofssitz des Bistums Menevia befanden sich in der walisischen Stadt Swansea. Das Bistum Menevia unterstand dem Erzbistum Cardiff als Suffragandiözese. Am 12. Februar 1987 wurde aus Teilen des Bistumsterritoriums das Bistum Wrexham errichtet. 
Papst Franziskus verfügte am 27. April 2022 die Vereinigung des Erzbistums Cardiff in persona episcopi mit dem Bistum Menevia.
Am 12. September 2024 ging das Bistum Menevia durch die Vereinigung mit dem Erzbistum Cardiff im neuen Erzbistum Cardiff-Menevia auf.

## Bischöfe
- Francis Edward Joseph Mostyn (1895–1921) (dann Erzbischof von Cardiff)
- Francis J. Vaughan (1926–1935)
- Michael Joseph McGrath (1935–1940) (dann Erzbischof von Cardiff)
- Daniel Joseph Hannon (1941–1946)
- John Edward Petit (1947–1972)
- Langton Douglas Fox (1972–1981)
- John Aloysius Ward OFMCap (1981–1983) (dann Erzbischof von Cardiff)
- James Hannigan (1983–1987) (dann Bischof von Wrexham)
- Daniel Joseph Mullins (1987–2001)
- John Mark Jabalé OSB (2001–2008)
- Thomas Matthew Burns SM (2008–2019)
- Mark O’Toole (2022–2024) (in persona episcopi Erzbischof von Cardiff)
  - ab 2024 vereinigt mit dem Erzbistum Cardiff, weitere Bischöfe unter Erzbistum Cardiff-Menevia